# Louisiana (teritoriu SUA)

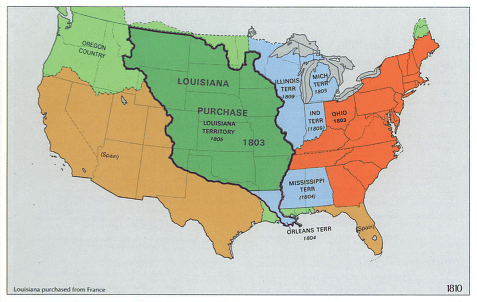
Statele Unite ale Americii în anul 1810, imediat după tratatul Louisiana Purchase.

Teritoriul Louisiana, conform originalului, Louisiana Territory, a fost un teritoriu istoric, organizat, al Statelor Unite ale Americii, care a existat ca entitate administrativă între 4 iulie 1805 și 11 decembrie 1812. A constat din porțiunea teritoriului achiziționat conform Louisiana Purchase, care nu a fost alocat pentru formarea Orleans Territory, care a corespuns în linii mari cu teritoriul viitorului statului Louisiana. De fapt, Louisiana Territory a constat în orice suprafață de pământ care a fost parte a tratatului Louisiana Purchase aflat la nord de cea de-a 33-a paralelă nordică, care constituie azi granița sudică a actualului stat Arkansas.  Sediul guvernului a fost orașul Saint Louis, care este astăzi capitala statului Missouri.

## Istoric
Louisiana Territory, ca denominare istorică în anumite contexte, se poate referi la teritoriile coloniale ale Franței sau ale Spaniei care erau înțelese a fi cuprinse la vest de fluviul Mississippi, între vărsarea acestuia în Golful Mexic și paralela a 49-a nordică, care delimita posesiunile Marii Britanii, Franței și Spaniei.
Primii exploratori consecvenți ai vestului american, Meriwether Lewis (1807 - 1809) și William Clark (1813 - 1820) au servit ca guvernatori teritoriali ai Louisiana Territory.

## Organizare administrativă
Teritoriul Louisiana avea cinci subdiviziuni, Saint Louis District, Saint Charles District, Sainte Genevieve District, Cape Girardeau District și New Madrid District. În 1806, legislatura teritorială a creat District of Arkansas din porțiuni de pământ cedate de Națiunea Osage. Restul teritoriului avea să fie cunoscut ca Upper Louisiana Territory (Teritoriul Louisiana de Sus).
La data de 1 octombrie 1812, Governatorul Clark a organizat cele cinci districte ale Upper Louisiana Territory în comitate, care ulterior urmau să devină primele cinci comitate ale viitorului Missouri Territory (în română, Teritoriul Missouri). În anul 1818, comitatele Franklin și Jefferson au fost formate din originarul Saint Louis County, lăsând comitatul Saint Louis cu aproximativ aceeași structură și suprafață a orașului Saint Louis și a comitatului Saint Louis de astăzi.
Pentru a evita orice confuzie, în 1812 Louisiana Territory a fost redenumit Missouri Territory datorită creării statului  Louisiana la data de 30 aprilie 1812.

## Alte articole conexe
- Louisiana Purchase
- Regiuni istorice ale Statelor Unite ale Americii